# Tsaratanana (Boriziny)
Pour les articles homonymes, voir Tsaratanana.
Tsaratanana est une commune urbaine malgache située dans la partie centre-ouest de la région de Sofia.